# Ishida Yuki
Yuki Ishida (sinh ngày 4 tháng 11 năm 1980) là một cầu thủ bóng đá người Nhật Bản.

## Sự nghiệp câu lạc bộ
Yuki Ishida đã từng chơi cho Shonan Bellmare, Tokushima Vortis, Matsumoto Yamaga FC và Fujieda MYFC.